# Eupithecia albicentralis
Eupithecia albicentralis är en fjärilsart som beskrevs av Inoue 1987. Eupithecia albicentralis ingår i släktet Eupithecia och familjen mätare. Inga underarter finns listade i Catalogue of Life.